# Kommunistische Plattform

Logo

Die Kommunistische Plattform (KPF) ist ein politischer Zusammenschluss innerhalb der Partei Die Linke. Die KPF tritt dafür ein, dass in der Partei kommunistische Positionen verankert bleiben. Die KPF konstituierte sich am 30. Dezember 1989 im Werk für Fernsehelektronik unmittelbar nach dem Sonderparteitag der SED/PDS im Dezember 1989.
Das Bundesamt für Verfassungsschutz zählt sie seit vielen Jahren zu den „extremistischen Strukturen der Partei Die Linke“. Diese Einschätzung wurde auch in der Parteienforschung aufgegriffen und unabhängig von der jeweiligen Bewertung der Gesamtpartei geteilt.

## Inhaltliches Profil
Wesentliches Anliegen der KPF ist die Bewahrung und Weiterentwicklung marxistischer Positionen innerhalb der Linkspartei. Ein „strategisches Ziel“ für ihre Mitglieder, die sich selbst als „Kommunisten“ bezeichnen, ist die „Errichtung einer neuen sozialistischen Gesellschaft, welche die positiven Erfahrungen des realen Sozialismus nutzt und aus den begangenen Fehlern Lehren zieht“. Hauptanliegen sind Verbesserungen im Interesse der Nichtbesitzenden. Weitere zentrale Anliegen sind Antifaschismus und Antirassismus.
Laut Verfassungsschutzbericht orientieren sich die Mitglieder „an marxistisch-leninistischen Traditionen und zielen darauf, über einen revolutionären Weg eine kommunistische bzw. sozialistische Gesellschaftsordnung durchzusetzen.“
2008 sprach sich die Kommunistische Plattform in einer Stellungnahme gegen ein allgemeines Gedenken in Form eines Gedenksteins auf dem Zentralfriedhof Friedrichsfelde mit der Aufschrift „Den Opfern des Stalinismus“ aus, da sich unter diesen auch Faschisten befunden hätten, drückte aber ihr Mitgefühl mit den unschuldigen Toten aus.

## Arbeit
Die Arbeits- und Interessengemeinschaft KPF ist fester Bestandteil der Parteiorganisation Die Linke und wirkt aktiv an der Basis und in Parteistrukturen. Angehörige der KPF sind als Vorsitzende oder Mitglieder von Parteivorständen verschiedener Ebenen in die Gremien der Partei Die Linke eingebunden; mehrere Angehörige sind in Gemeinde- und Stadtparlamente gewählt. Das bekannteste Mitglied der KPF war Sahra Wagenknecht, die nach einiger Zeit im Europäischen Parlament über die nordrhein-westfälische Landesliste der Partei 2009 in den Deutschen Bundestag einzog, seitdem aber nicht mehr in der Strömung aktiv war.
Die KPF hatte sechs Delegierte auf den Parteitagen (insgesamt 542 Delegierte, entspricht etwa 1 % der Delegierten).
Regelmäßig werden auch bekannte Mitglieder der KPF in andere Strukturen der Partei gewählt. Auch in der Programmkommission war die KPF mit einem Mitglied vertreten. Dieses legte seine Arbeit dort 2006 nieder.
Ein wichtiges Instrument der KPF sind die Mitteilungen der Kommunistischen Plattform, eine Mitgliederzeitschrift, die monatlich erscheint und kostenlos oder gegen Spende gedruckt oder digital bezogen werden kann. In den Mitteilungen erscheinen regelmäßig auch Beiträge von nicht der Partei Die Linke zugehörigen Personen. Zu den Autoren gehörten beispielsweise der 2007 verstorbene Kurt Goldstein oder Egon Krenz.
Als wichtige Aufgabe wird die Zusammenarbeit mit linken Kräften angesehen, insbesondere mit der DKP und dem RotFuchs.

## Strukturen
Die Kommunistische Plattform (KPF) zählt 2020 rund 1100 Mitglieder. Die KPF weigerte sich 2012, öffentliche Informationen über ihr Personal bekannt zu geben.
Höchstes beschlussfassendes Gremium innerhalb der KPF ist die Bundeskonferenz, die sich turnusmäßig zweimal im Jahr trifft. Hier können alle Mitglieder des Zusammenschlusses zu Wort kommen und über Anträge abstimmen.
Neben der Bundeskonferenz gibt es den Bundeskoordinierungsrat (BKR), der aus zwölf Mitgliedern besteht und sich regelmäßig trifft, um Beschlüsse zu fassen. Nach Möglichkeit sollen Mitglieder aus allen Landesverbänden im BKR vertreten sein. Die Bundeskonferenz wählt neben dem Bundeskoordinierungsrat laut KPF-Satzung auch vier Sprecher, die den Bundessprecherrat (BSR) bilden, eine der Sprecherinnen ist derzeit Ellen Brombacher.
Die KPF unterhält in vielen (nicht allen) Bundesländern eigene Landesorganisationen, die sich regelmäßig treffen.

## Mitglieder und Unterstützer
- Matthias Bärwolff (2002–)
- Hans Bauer
- Michael Benjamin (–2000†)
- Ellen Brombacher, Bundessprecherin
- Mathias Brodkorb (1994–1997)
- Gustav Hertzfeldt (–2005†)
- Hermann Klenner
- Hanfried Müller (–2009†), KPF-Unterstützer
- Rosemarie Müller-Streisand (–2000†), KPF-Unterstützerin
- Dieter Popp (–2020†)
- Friedrich Rabe
- Gregor Schirmer (2021–2023†)
- Sahra Wagenknecht (1991–2010)

## Kontakte
Außerhalb der Linkspartei arbeitet die KPF eng mit der DKP zusammen. So besucht immer ein Vertreter der DKP die Bundeskonferenz und umgekehrt ist die KPF stets zu den Parteitagen der DKP eingeladen.

## Beobachtung durch den Verfassungsschutz
Die KPF wurde in zwölf Bundesländern außer Berlin, Brandenburg, Mecklenburg-Vorpommern und dem Saarland durch die entsprechenden Landesbehörden für Verfassungsschutz sowie vom Bundesamt für Verfassungsschutz offen und verdeckt mit der Erklärung observiert, sie sei linksextremistisch und verfassungsfeindlich.  In Berlin wurde sie von 1990 bis 2004, in Mecklenburg bis November 2000, im Saarland bis 2008 observiert.
Vom Bundesamt für Verfassungsschutz wurde sie als der mitgliederstärkste offen extremistische Zusammenschluss innerhalb der Partei Die Linke bezeichnet.
Im thüringischen Verfassungsschutzbericht 2012 wird die KPF mit dem Hinweis auf die Forderung nach einem „Systemwechsel“ erwähnt. Dieser „Systemwechsel“-Hinweis taucht auch im Verfassungsschutzbericht 2014 auf.